# Констанція Рачинська
Констанція Рачинська з Потоцьких (нар. 1781, Тульчин, Подільська губернія — 1852, Солоне, Солонянський район, Дніпропетровська область) — перекладачка, дочка Станіслава Щенсного Потоцького, дружина Яна Потоцького та Едварда Рачинського.

## Автобіографія
Констанція Потоцька народилася в 1781 році в Тульчині, в одній з найбагатших магнатських родин. Була шостою дитиною Станіслава Щенсного Потоцького та Юзефи Мніщовни. Шлюб її батьків не був успішним, і вони остаточно розлучилися у 1798 році. Раніше ходили чутки, що більшість дітей, народжених Юзефою, народжені поза шлюбом, тоді як батько Констанції був у постійних стосунках із Софією Віттовою з 1791 року.
Незважаючи на велике придане, Констанція мала труднощі з пошуком чоловіка, головним чином через погану славу свого батька-Тарговичанина. У 1799 році вона вийшла заміж за свого двоюрідного брата Яна Потоцького, на двадцять років старшого за неї — за сімейною легендою вона першою висунула шлюбну ініціативу. В результаті цих стосунків було троє дітей: Анджей Бернар Потоцький, 1800 року народження, Ірена, 1803 року народження, і Тереза, 1805 року народження.

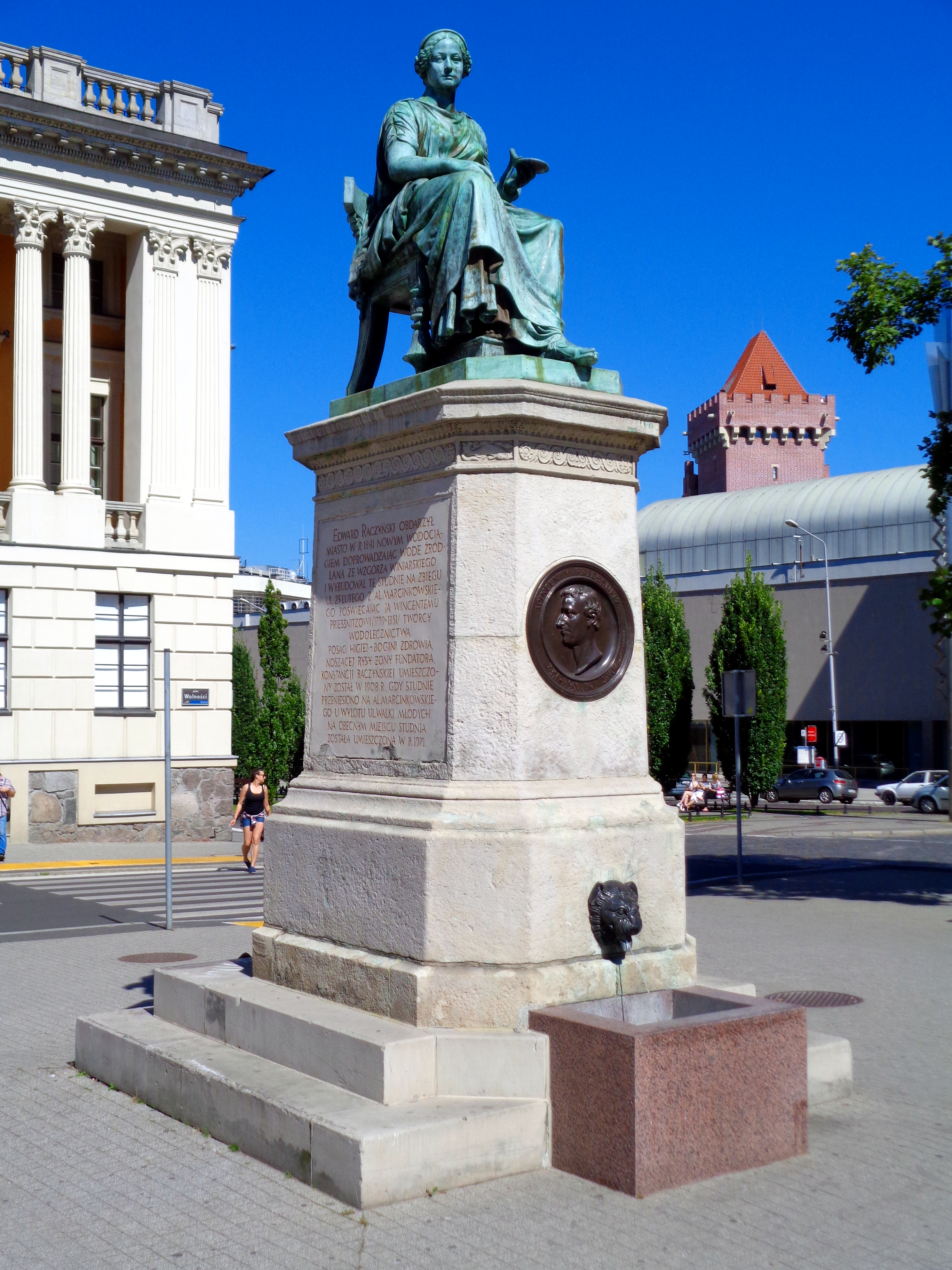
Пам'ятник Гігей

Шлюб Констанції і Яна розпався протягом наступних кількох років. У 1806 році Ян Потоцький вирішив взяти участь у російській експедиції до Сибіру. Коли він повернувся в 1808 році, його дружина просила розлучитися, що через рік здійснилося. Через шість років після розлучення, у 1815 році, Ян Потоцький покінчив життя самогубством.
Констанція оселилася у Варшаві і присвятила себе вихованню та навчанню дітей. Ймовірно, близько 1815 року вона познайомилася з Едвардом Рачинським. Почалися відносини між Констанцією та Едвардом, який був на п'ять років молодшим за неї, у 1820 році, внаслідок чого народився його син Роджер Мауріцій Рачинський. Союз був легалізований лише у 1826 році, після смерті старшого родини Казимира Рачинського, який був дуже проти. Шлюб був дуже вдалим. Едуард і Констанція співпрацювали над такими проектами, як відкриття бібліотеки Рачинського у Познані (1829), якій Констанція пізніше передала рукописи, придбані за власні кошти, придбані у Юліана Урсина Німцевіча. Подружжя також проводило видавничу діяльність, Констанція перекладала чи спільно перекладала такі твори, як «Портфоліо королеви Марії Людвіки» та «Матеріали історії Станіслава Лещинського». Також вона є автором ілюстрацій «Спогадів про Великопольщу», першої роботи з Великопольської регіоналістики.
Під час Листопадового повстання Констанція була зі своїм чоловіком, відрядженим до Берліна з дипломатичною місією, вона також підтримувала свого сина Бернарда, який зголосився вступити до армії, та невістку Клаудіну, уроджену Дзялінську Потоцьку, яка організувала польові лікарні.
У 1845 році Едвард Рачинський покінчив життя самогубством. Констанція пережила свого чоловіка на сім років, вона померла у віці 71 року в 1852 році. Її пам'ятник богині Гігеї, замовлений Едвардом у 1841 році, стоїть у Заніміслі поруч із його гробницею, а відлиток, зроблений через півстоліття — на площі Вольності в Познані, перед входом до Бібліотеки Рачинських.